# 扬帆 (1942年电影)
《扬帆》（英語：Now, Voyager）是一部拍摄于1942年的电影，导演欧文·拉帕尔，主演贝蒂·戴维斯和保罗·亨里德。影片根据奥利夫·希金斯·普劳蒂1941年创作的同名小说改编，编剧凯西·罗宾逊。影片上映时间和小说出版时间非常接近。原著中的主角夏洛特·维尔居住在地中海，而电影中则改成了南美地区。
该片获得奥斯卡最佳原创音乐奖，贝蒂·戴维斯获得最佳女主角奖提名，格拉迪斯·库柏则获得最佳女配角奖提名。

## 演員表

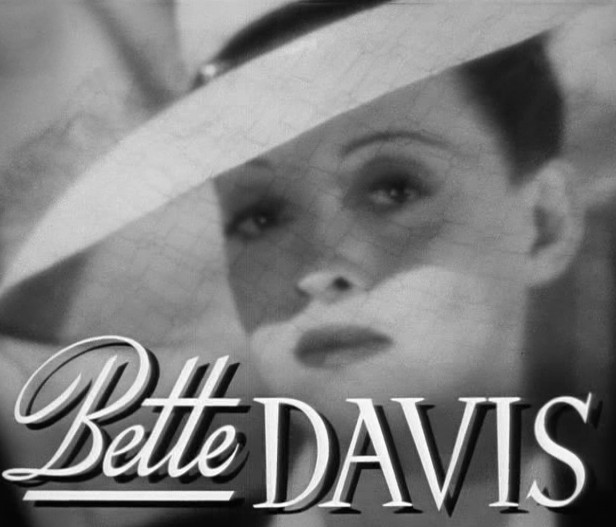
贝蒂·戴维斯在電影中的造型

- 贝蒂·戴维斯
- 保罗·亨里德
- 格拉迪斯·库柏
- 凯瑟琳·亚历山大
- 弗兰克·普格利亚
- 约翰·洛德
- 克劳德·雷恩斯
- 伊尔卡·蔡斯
- 富兰克林·潘伯恩
- 博尼塔·格兰维尔
- 玛丽·威克斯